# Санта-Мария-да-Боа-Виста
Санта-Мария-да-Боа-Виста (порт. Santa Maria da Boa Vista) — муниципалитет в Бразилии, входит в штат Пернамбуку. Составная часть мезорегиона Сан-Франсиску-Пернамбукану. Входит в экономико-статистический микрорегион Петролина.
Население: в 2004 году — 41 870 жителей, в 2007 году — 38 516 жителей, в 2008 году — 41 329 жителей. Занимает площадь 2977,8 км².